# Pteropepon deltoideus
Pteropepon deltoideus är en gurkväxtart som beskrevs av Célestin Alfred Cogniaux. Pteropepon deltoideus ingår i släktet Pteropepon och familjen gurkväxter. Inga underarter finns listade i Catalogue of Life.